# Bachem (Frechen)
Bachem ist ein südöstlicher Stadtteil von Frechen im Rhein-Erft-Kreis. Er ist nach der Innenstadt und Königsdorf drittgrößter Stadtteil Frechens mit 5.391 Einwohnern.

## Lage
Bachem liegt entlang der B 264. Die nächsten Autobahnanschlussstellen zur A1 sind „Frechen“ an der B 264 und „Gleuel“ unmittelbar an der Grenze zum gleichnamigen Hürther Stadtteil. Der alte Ort lag südlich der B 264 langgestreckt im Bachtal des Bachemer Baches, der mit zwei  Quellen am Villehang beim Feldhof entsprang und im weiteren Lauf die Burgweiher von Burg Bachem, Haus Bitz und Burg Hemmerich und dazu noch zwei Mühlen speiste, bevor er sich mit dem Frechener Bach vereinigte.

## Geschichte

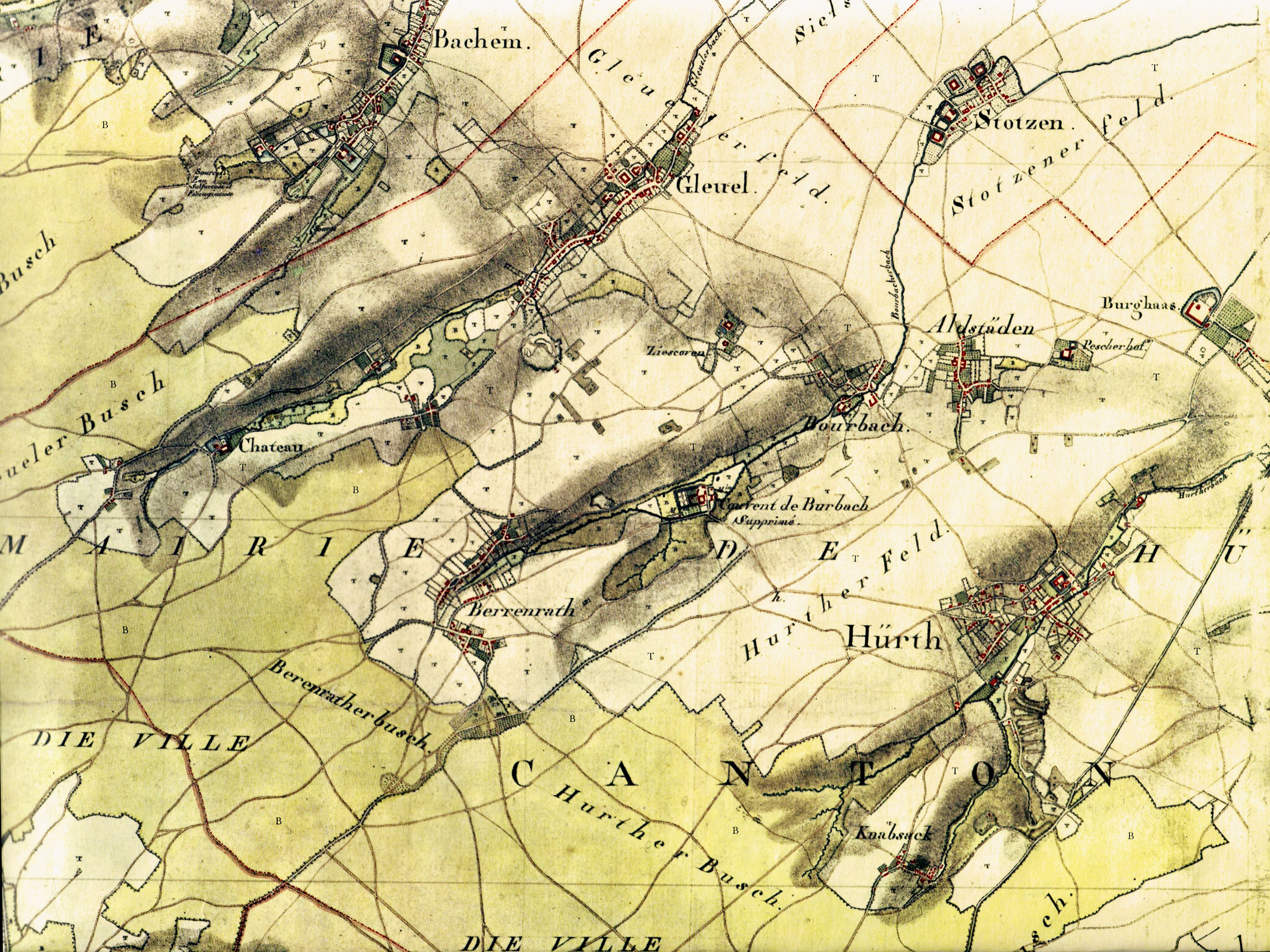
Bachem auf der Karte von Tranchot 1807/08

Der Ortsname Bachem leitet sich von Bach-Heim ab. Im Prümer Urbar, dem Güterverzeichnis der Abtei Prüm von 893, ist der Ort zum ersten Mal erwähnt. Im Mittelalter gehörte Oberbachem mit der Burg Bachem und Unterbachem mit Hemmerich zu verschiedenen Territorien, konkret Herzogtum Jülich und Kurköln. Bachem hatte deshalb auch zwei Kirchen, die jeweils in der Nähe der Burgen standen. Im Bereich, wo einst die zu Hemmerich gehörende Marienkirche stand, wurde 1960 die Heilig-Geist-Kirche errichtet. 1794 wurde der Ort von französischen Revolutionstruppen besetzt. 1815, nach den Koalitionskriegen, fiel Bachem an das Königreich Preußen. Bachem bildete im Kreis Köln, Regierungsbezirk Köln, eine eigene Gemeinde, die zur Bürgermeisterei Frechen gehörte. Am 1. Dezember 1910 hatte Bachem 1702 Einwohner.
Am 2. März 1927 schloss sich Bachem mit den Gemeinden Frechen und Buschbell zusammen.
Bachem wurde im 20. Jahrhundert lange durch die Industrie des Rheinischen Braunkohlereviers geprägt. Die Grube und Brikettfabrik Schallmauer, benannt nach der Wasserburg Schallmauer an der Grenze zu den Hürther Ortsteilen Gleuel und Berrenrath, bestand von 1901 bis 1963. Heute erinnert nur ein Magazingebäude in der Schallmauerstraße, in dem eine Schule untergebracht ist, an diese Vergangenheit.

## Sehenswürdigkeiten
Sehenswert sind das Haus Bitz, die Burg Bachem, die Burgruine Hemmerich (nicht frei zugänglich; nur noch Grundmauern vorhanden) im privaten Garten des Gutes Neuhemmerich und die St. Mauritiuskirche.

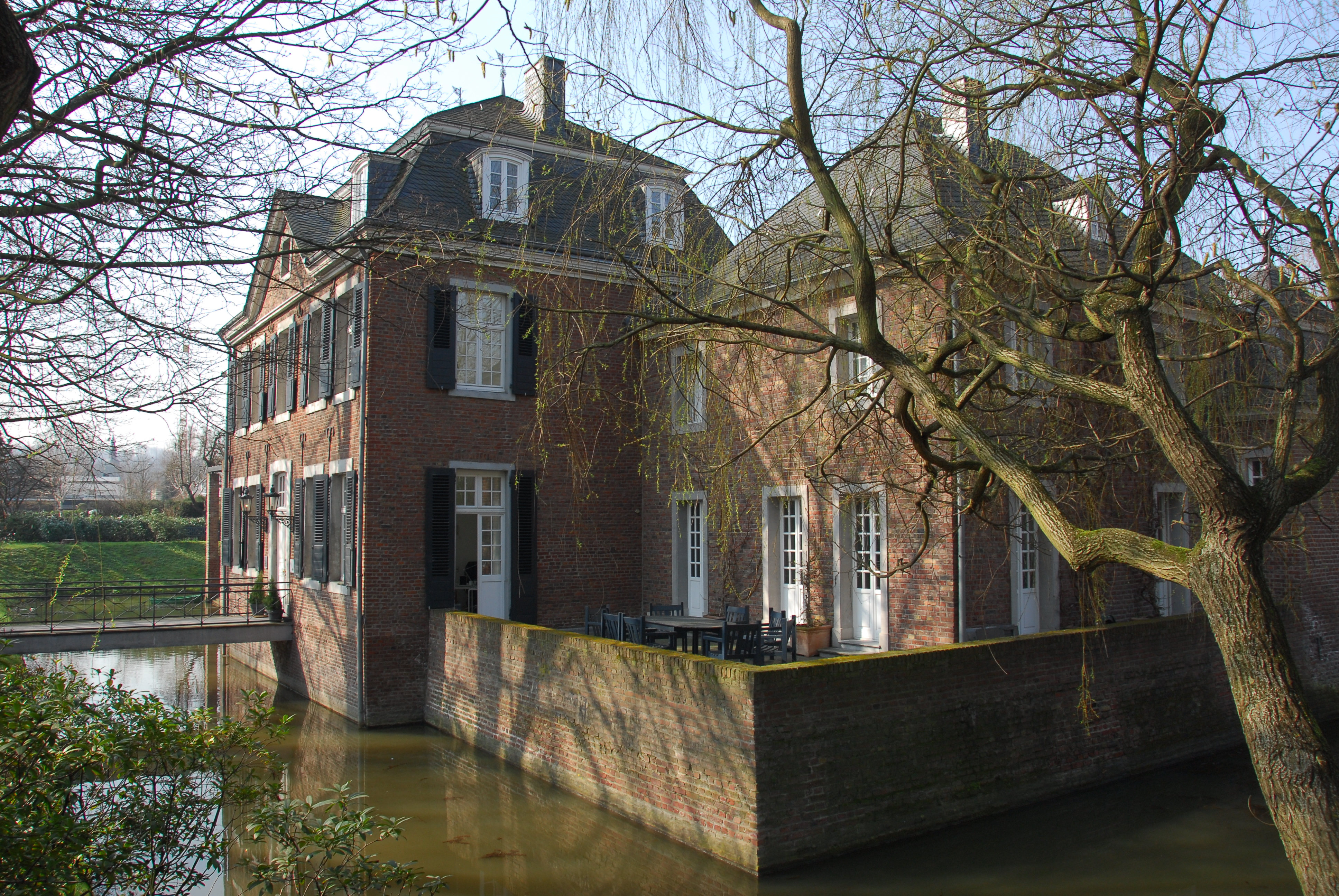
Haus Bitz
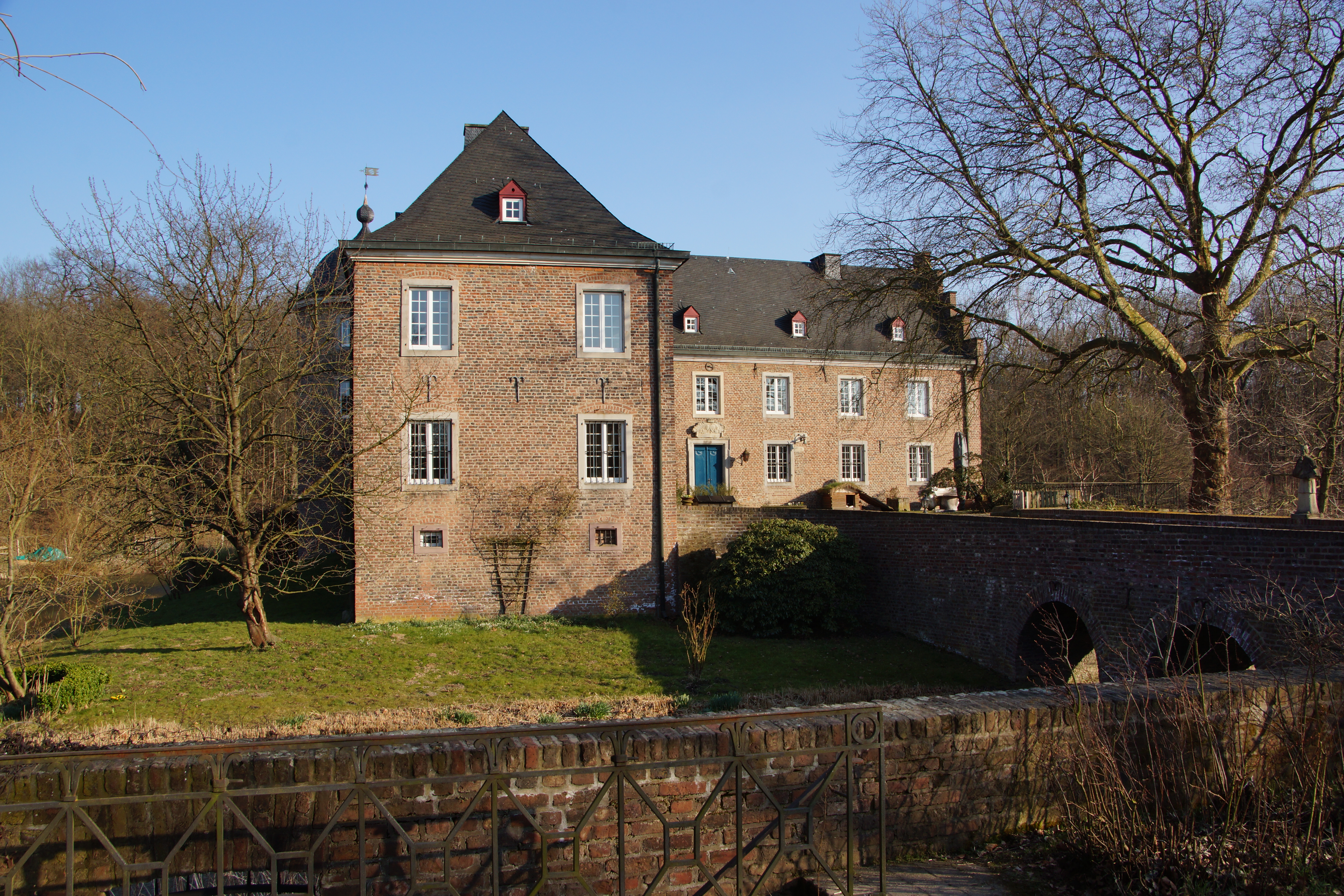
Burg Bachem
Burgruine Hemmerich um 1890

Das alte Pfarrhaus neben der neuen ab 1960 errichteten und 1962 geweihten Heilig-Geist-Kirche datiert aus dem Jahre 1738. Der Steinzeugboden im Flur des Hauses besteht aus senkrecht gestellten Frechener Tonplättchen, die während des Brandes von Gefäßen zum Stapeln des Brenngutes im Steinzeugofen verwendet worden sind; daher sind sie hart versintert. Ein gleicher Fußboden befindet sich in der Ägidiuskapelle in Frechen-Hücheln.
Die Kirche St. Mauritius ist die alte Bachemer Pfarrkirche und wurde als Burgkapelle der Freiherrn von Geldern 1721 errichtet. Ihr Turm stammt aus dem Jahre 1935.

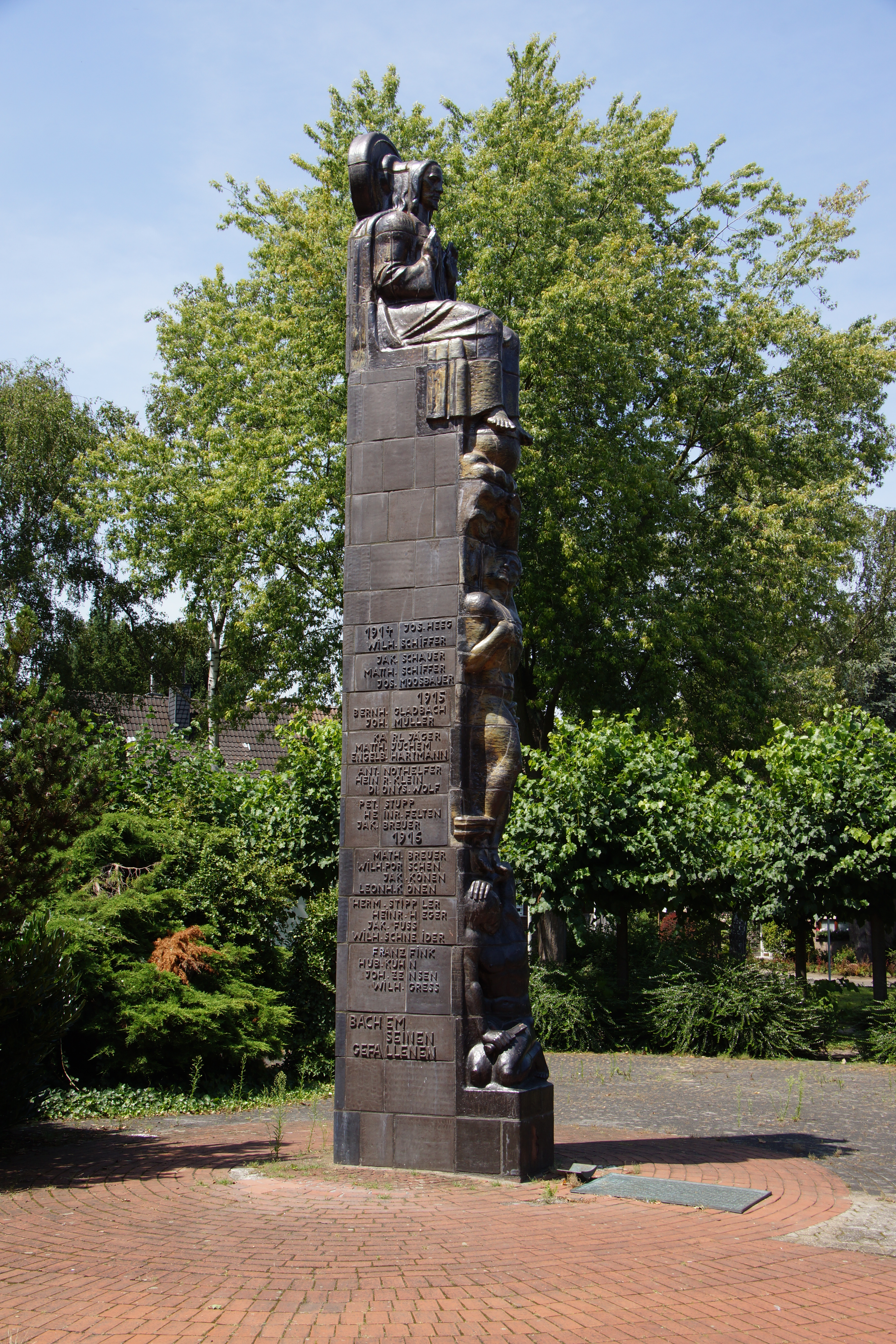
Kriegerdenkmal 1914–18

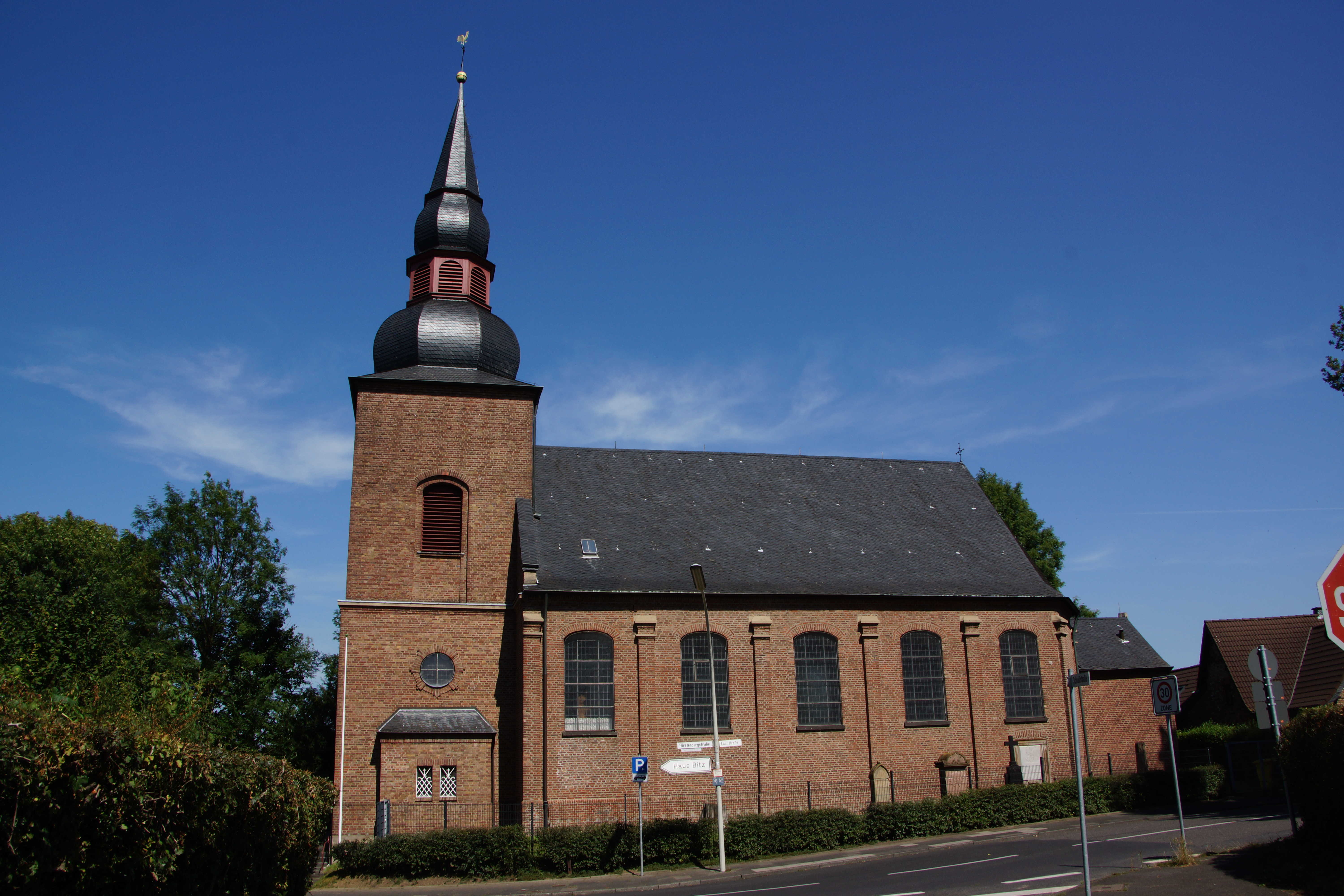
Sankt Mauritius
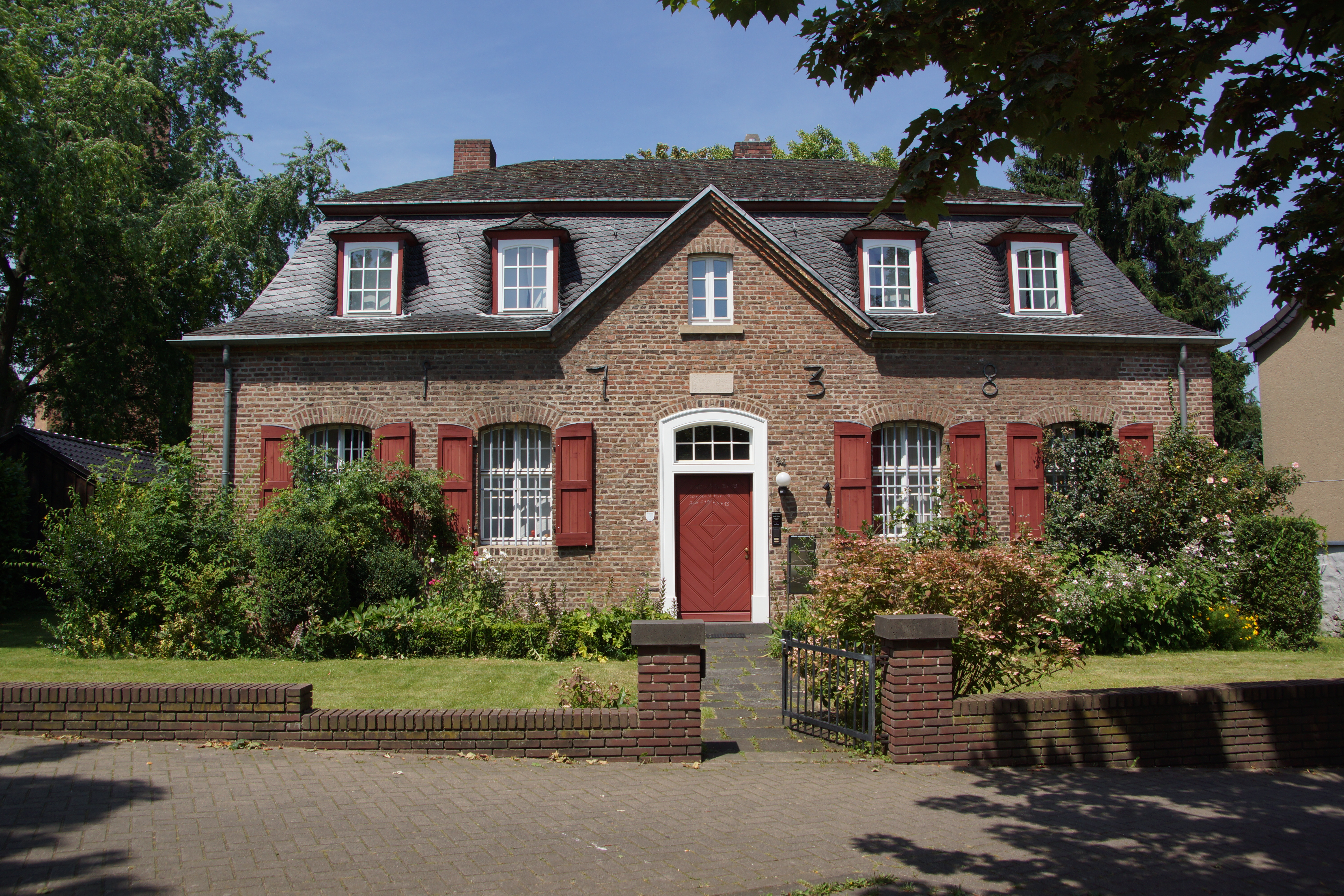
Pfarrhaus von 1738
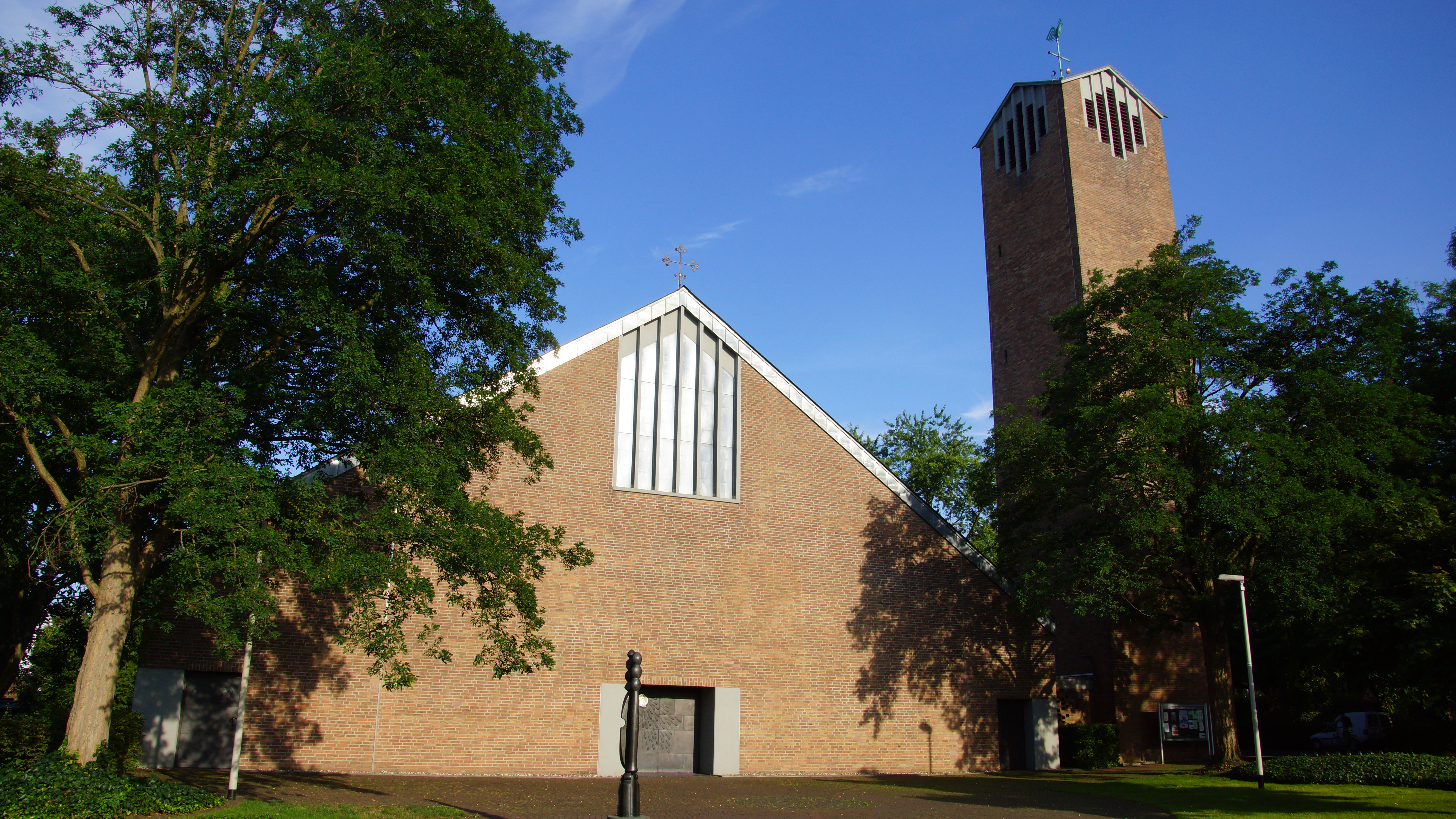
Heilig-Geist-Kirche

In der Hubert Prott-Straße steht das Kriegerdenkmal für die im Ersten Weltkrieg gefallenen Sohne der Gemeinde. Das Denkmal ist insofern sehenswert, als hier Christus auf dem Sockel sitzt. Das Kriegerdenkmal wurde nach einem Entwurf des Architekten Julius Gatzen gemeinsam mit Franz Albermann (1877–1959) (Sitzbild Christi) geschaffen.

## Bildung
In Bachem sind zwei Kindergärten und eine Grundschule zu finden sowie die Schule für Erziehungshilfe Sek. 1 als Sonderschule des Rhein-Erft-Kreises. Der Heiliggeist-Kindergarten gehört zu der Heiliggeistgemeinde und ist wie die Mauritiusschule katholisch orientiert. Die beiden weiteren Kindergärten sind der AWO-Kindergarten Villa Kunterbunt und die Kindertagesstätte (Hort) Knöpfchenhaus.
In Bachem ist auch ein Berufsbildungswerk des CJD beheimatet.

## Verkehr
Die VRS-Buslinien 145 der KVB sowie 910 und 960 der REVG verbinden den Ort mit Frechen Mitte, Bocklemünd, Gleuel, Hürth und Bergheim.
| Linie | Betreiber | Verlauf |
| ----- | --------- | --- |
| 145   | KVB       | Bocklemünd – Widdersdorf – Lövenich Bf – Weiden Zentrum – Frechen – Bachem |
| 910   | REVG      | Frechen Rathaus – Bachem – Gleuel – Sielsdorf – Stotzheim – Hermülheim – Hürth ZOB |
| 960   | REVG      | Bergheim Kreishaus – Bergheim Bf – Kenten – Quadrath-Ichendorf – Horrem Bf – Habbelrath – Grefrath – Benzelrath – Frechen Rathaus – Bachem – Gleuel – Hürth-Mitte – Hürth-Hermülheim (Stadtbahn) |

## Sport
Der Fußballverein VfR Bachem 1932 e. V. stieg 2008 in die Landesliga auf und spielt seit 2010 wieder in der Bezirksliga. Diesem Verein angegliedert sind die RFC Royal Flush Cheerleader.